# Nucleocytoviricota
Das Phylum Nucleocytoviricota (früher auch englisch Nucleocytoplasmic large DNA viruses, NCLDV) umfasst eine heterogene Gruppe meist großer dsDNA-Viren, die eine Reihe sie charakterisierender Gene (NCLDV core genes) aufweisen.
Das Phylum wurde 2020 vom International Committee on Taxonomy of Viruses (ICTV) offiziell bestätigt,  Vorschläge für ein derartiges Taxon (auf unterschiedlicher Rangebenen, z. B. als Ordnung „Megavirales“) reichen aber bis 2001 zurück.
Das Phylum umfasst mit Stand 3. März 2025 folgende drei Klassen:
- Megaviricetes (Algavirales, Imitervirales Pimascovirales und Mamonoviridae)
- Mriyaviricetes (Yaraviridae)
- Pokkesviricetes (Asfuvirales, Chitovirales)

Diese Mitglieder bilden – wie inzwischen mehrfach bestätigt – eine monophyletische Verwandtschaftsgruppe, d. h. sie haben einen gemeinsamen viralen Vorfahren.
Man hatte daher zunächst verschiedentlich vorgeschlagen, diese Gruppe als „Megavirales“ in den Rang einer neuen Virusordnung zu erheben.
Nach Einführung der Virus-Megataxonomie mit taxonomischen Rängen oberhalb dem der Ordnung durch das ICTV 2018 konnte aufgrund der hohen Diversität dieser Gruppe ihr der Rang eines Phylums zugeordnet werden, wodurch es möglich wurde, die großen Untergruppen als Klassen und Ordnungen aufzustellen.
So wurde die zuvor provisorisch als NCLDV bezeichnete Gruppe im März 2020 mit der Master Species List #35 offiziell als Phylum Nucleocytoviricota (ursprünglich „Nucleocytoplasmaviricota“) anerkannt.

## Genom
Das Genom der Nucleocytoviricota ist vielfältig und hat eine Größe im Bereich 100 bis über 1500 kb (Tupanvirus).
Viele NCLDV (insbesondere der Klasse Megaviricetes) fallen daher unter die Kriterien für Riesenviren (englisch giant viruses, giruses), wofür meist eine Überschreitung der 300 kb-Grenze (bei Yutin und Koonin von 500 kb) vorausgesetzt wird. Umgekehrt sind alle Riesenviren (bisher) dsDNA-Viren im Phylum Nucleocytoviricota.
Die größten Vertreter bilden Viruspartikel, die größer als viele kleine Bakterien sind, und haben auch ein größeres Genom als diese – das Mimivirus  (APMV) wurde zunächst sogar für ein (parasitäres) Bakterium gehalten – zumal sie auch Gram-Färbung zeigen.
Zur späten Entdeckung der meisten Riesenviren (zahlreich erst ab etwa 2003) trug bei, dass sie bei der Suche nach Viren in den Filtern (mit typischer Porengröße von 0,2 μm) hängen blieben, die Bakterien und Protisten von Viren abtrennen sollten, langsamer zu leicht sichtbaren Klumpen aggregieren und sich auch langsamer vermehren.
Obwohl die Viruspartikel auch der Riesenviren keinen eigenen Stoffwechsel (Metabolismus) besitzen, wurden 2020 Stoffwechselgene in Riesenviren gefunden, was darauf hindeutet, dass diese den Metabolismus ihrer Wirtszellen ändern.

## Wirte
Obwohl die Nucleocytoviricota mehr eigene Proteine kodieren als gewöhnliche Viren (oft Hunderte statt kaum ein Dutzend), sind sie wirtspezifisch.
Unter den Wirten sind ausschließlich komplex-zelluläre Organismen (Eukaryoten): viele Protisten (z. B. Amöben und Algen), aber auch Wirbeltiere und Insekten.
Ursprünglich sechs, nun neun gemeinsame (homologe) Gene sind in allen NCLDV zu finden (NCLDV core genes), 177 weitere Gene (Stand 2009) kommen in mindestens zwei der Familien vor. Dazu gehören vier Gene, welche die DNA-Replikation und Reparatur-Mechanismen betreffen:
die DNA-Polymerase-Familie B,
die Topoisomerase II A,
die „Flap“-Endonuklease und
das Ringklemmenprotein (Proliferating-Cell-Nuclear-Antigen)
sowie die RNA-Polymerase II und den Transkriptionsfaktor II B.
Die Gene mancher NCLDV enthalten auch Introns.

## Vermehrungszyklus
Manche Nucleocytoviricota (NCLDV) vermehren sich ganz oder teilweise im Zellplasma (Zytoplasma) der eukaryotischen Wirtszellen, andere gehen möglicherweise durch eine nukleare Phase im Zellkern.
Viele NCLDV bilden nach der Infektion im Zytoplasma ihres Wirtes eine mikroskopisch sichtbare Produktionsstätte (Virusfabrik, englisch virus factory) aus.
Bei diesen gibt es zum Teil andere Viren, die deren Syntheseapparat für ihre eigene Vermehrung nutzen und daher Virophagen (‚Virenfresser‘) genannt werden.
Der erste entdeckte Fall dieser Art war Sputnikvirus 1 mit dem NCLDV Acanthamoeba castellanii mamavirus (AcMV), weitere Virophagen wie ‚Zamilon‘ befallen ebenfalls Vertreter der Mimiviridae.  Zwar werden Viren traditionell und meist auch heute noch nicht als Lebewesen angesehen, die durch NCLDV vollbrachten Leistungen verringern aber die Kluft zur belebten Welt. Unverändert gültig ist, dass Virionen keinen Stoffwechsel aufweisen, der auf ATP als „Energiewährung“ beruht.

## Horizontaler Gentransfer
Zwischen den Riesenviren als viralen Endocytobionten (Organismen, die in den Zellen anderer Organismen leben oder sich vermehren) und ihren oft amöboiden Wirten lässt sich massiver horizontaler Gentransfer in beiden Richtungen (AtoV, Amöbe auf Virus und umgekehrt VtoA, Virus auf Amöbe) nachweisen.
Die Tatsache, dass für einige der unter den NCLDV verbreiteten Genen keine Entsprechung in zellulären Organismen gefunden wurde, wurde vom Team um Didier Raoult als Hinweis auf eine vierte Domäne des Lebens gedeutet, deren Vertreter bis auf die parasitierenden NCLDV ausgestorben sei. Diese Forth-Branch-of-Life-Hypothese ist nicht mehr haltbar, seit für mehrere in NCLDV-Gruppen verbreitete Gene Abstammungen von weit auseinander liegenden Stellen im Baum des Lebens gezeigt wurden, überwiegend von verschiedenen Eukaryonten, aber auch von Bakterien. Allerdings beflügelt die Entdeckung jeder neuer Familie der Riesenviren die Diskussion von Neuem, wie das Beispiel der Gattung Medusavirus zeigt.
Eine Zusammenfassung dieser Diskussion findet sich bei Traci Watson (2019).
Es wurde in diesem Zusammenhang sogar nachgewiesen, dass es nicht nur einen Gentransfer zwischen den amöboiden Wirten und den Riesenviren als viralen Endocytobionten gibt (VtoA/AtoV), sondern sogar zwischen den Viren und gleichzeitig vorhandenen bakteriellen Endocytobionten.
Möglicherweise könnte dies die merkwürdige Übereinstimmung im Abwehrsystem CRISPR der Bakterien gegenüber Viren (also Bakteriophagen) einerseits und dem Abwehrsystem MIMIVIRE der Mimiviren gegenüber parasitierenden Satellitenviren (also Virophage) andererseits erklären.

## Endogenisierung
Die Landpflanzen Physcomitrella patens (Laubmoose) und der Selaginella moellendorffii (Lycophyten) besitzen offene Leserahmen (open reading frames, ORFs), die von endogenisierten NCLDVs einer noch unbekannten Familie stammen könnten.

## Histone
Eine Reihe von NCLDVs kodiert Histone oder Histon-Homologe.
Beispiele finden sich in den Familien Marseilleviridae, Phycodnaviridae mit „Pandoravirus“ und „Clandestinovirus“, Iridoviridae, Mamonoviridae und Unterfamilie Klosneuvirinae. Anderweitige Beispiele gibt es in der Gattung Bracovirus (alias Bracoviriform, Spezies „Cotesia vestalis bracovirus“, CvBV, zu NCLDV?) und der Familie Nudiviridae.2022 wurde die Rolle von Histonen im Replikationszyklus einer Reihe von Viren umfassend untersucht.

## Systematik

### Innere Systematik nach ICTV ab 2020

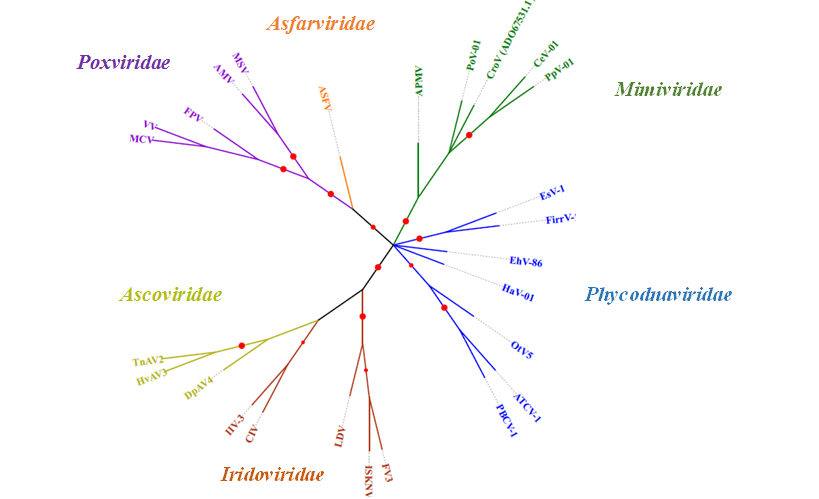
Molekularephylogenetische Analyse von NCLDV-Mitgliedern per Maximum-Likelihood-Methode, Stand März 2017,Quelle: MEGA7
• Mimiviridae ist im erweiterten Sinn zu verstehen (Ordnung Imitervirales),
• die Asfar- und Poxviridae bilden eine Klade (Klasse Pokkesviricetes),
• die Ascovirdae sind paraphyletisch und bilden mit den Iridoviridae eine Klade („Irido-Ascoviridae“)

Phylogenetischer Baum der NCLDVs nach Maximum-Likelihood-Methode, Stand Januar 2020 inkl. der Familie Mininucleoviridae.
Das Original wurde um die neuen ICTV-Bezeichnungen und den vorgeschlagenen Familiennamen ergänzt.

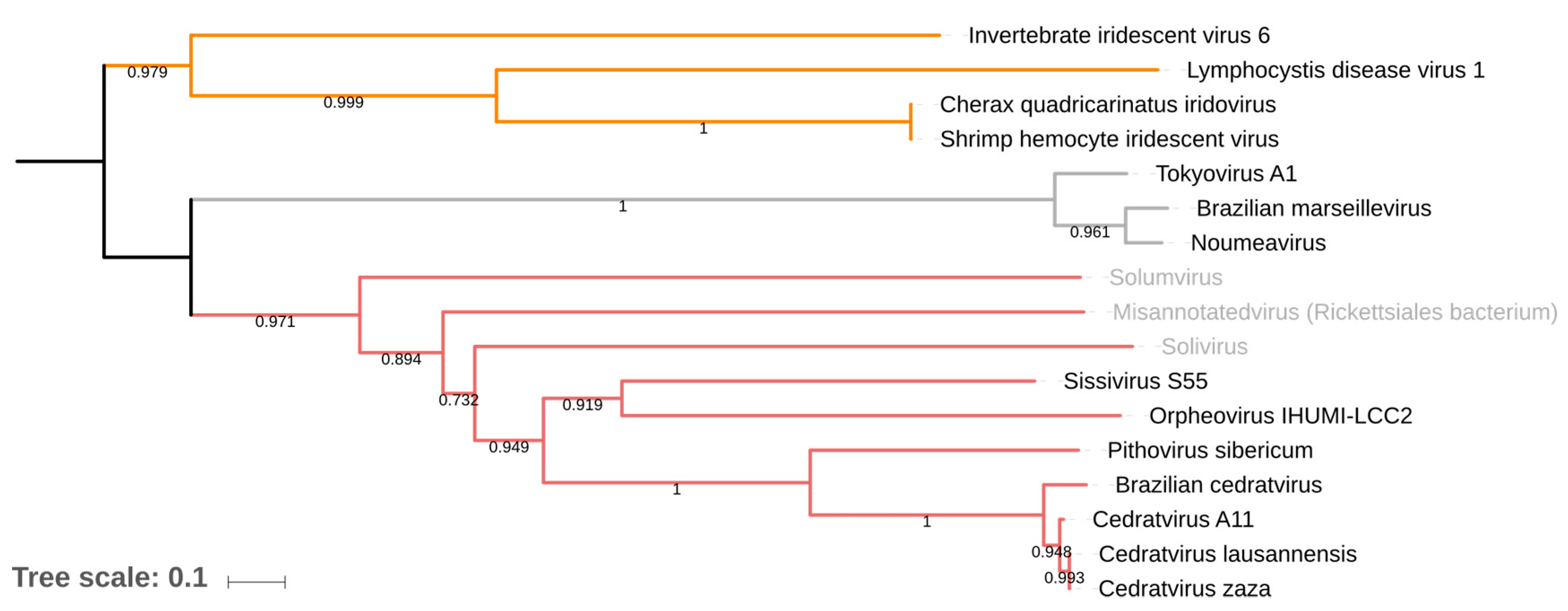
Phylogenetischer Baum der Ordnung Pimascovirales nach Clara Rolland et al. (2019).

Das ICTV ist im März 2020 dem Vorschlag von Eugene Koonin et al. (2015 und 2019) einer inneren Systematik der NCLDV gefolgt, in der eine erweiterte Familie der Asfarviridae (jetzt Ordnung Asfuvirales) eine Schwestergruppe der Poxviridae (mit Ordnung Chitovirales) bilden und die von Koonin et al. (2015 und 2019) stammende Gliederung in drei Hauptgruppen (oder Zweige, englisch branches) im Wesentlichen übernommen wurde (aktualisiert auf Stand vom 3. März 2025):
Phylum Nucleocytoviricota (Nucleocytoplasmic large DNA viruses (NCLDV), ursprünglicher Vorschlag „Nucleocytoplasmaviricota“, ersetzt ältere Vorschläge als Ordnung „Megavirales“ s. l.)
- Klasse Megaviricetes
  - Ordnung Algavirales
    - Familie Phycodnaviridae (möglicherweise polyphyletisch, dann nur Gattungen Raphidovirus, Chlorovirus, Prasinovirus[29][30])

  - Ordnung Imitervirales (veraltet „Megavirales“ s. s.[31])
    - Familie Mimiviridae (früher Megaviridae),[32] – die ursprüngliche Familie dieser Ordnung, mit Unterfamilien Aliimimivirinae, Klosneuvirinae,[33] Megamimivirinae
    - Familie Mesomimiviridae (Organic Lake Phycodna group, OLPG) – abgetrennt von Phycodnaviridae
    - Familie  Allomimiviridae (Tetraselmisviren) – abgetrennt von Phycodnaviridae
    - Familie Schizomimiviridae (Aureococcusviren) – abgetrennt von Phycodnaviridae

  - Ordnung Pimascovirales (Zusammenziehung aus Pitho, Irido, Marseille und Asco, früher auch MAPI-Superklade[31] oder PMI-Gruppe[19] genannt).[27]
    - Unterordnung Ocovirineae[8][34]
      - Familie Hydriviridae (mit Alphahydrivirus[A. 2] – abgetrennt von „Orpheovirus“)
      - Familie Orpheoviridae (mit Alphaorpheovirus – „Orpheovirus“ in engeren Sinn)[34]
      - Familie Pithoviridae mit Unterfamilien Orthocedratvirinae (Alphacedratvirus) und Orthopithovirinae (Alphapithovirus)[36]
      - Vorschläge ohne nähere Zuordnung: „Sissivirus“, „Solumvirus“ und „Misannotatedvirus“ – informell auch „misidentified virus“[28][37]

    - ohne Zuweisung einer Unterordnung[8]
      - Familie Ascoviridae (per Vorschlag mit den Iridoviridae evtl. eine gemeinsame Familie „Asco-Iridoviridae“),[34] ggf. mit Gattung Ichnoviriform (ehem. Ichnovirus, bisher Polydnaviriformidae, ehem. Polydnaviridae)
      - Familie Iridoviridae (ggf. per Vorschlag zusammen mit Ascoviridae eine einzige Familie)
      - Familie Marseilleviridae
      - Familie „Mininucleoviridae“ (Vorschlag)[27][38]
      - Vorschläge ohne Familienzuordnung: „Solivirus“[39] und „mine drainage virus“[37]

  - Ordnung „Pandoravirales“ (Vorschlag)[29][30]
    - Familie Mamonoviridae[30][40] (ehem. als „Medusaviridae“ vorgeschlagen, mit Gattungen Medusavirus,[20][41][42][43][18][44][45] „Clandestinovirus“,[46] „Usurpativirus“[28])
    - Familie „Pandoraviridae“ (Vorschlag, mit Gattungen „Pandoravirus“, „Mollivirus“)

weitere diskutierte Mitglieder der vorgeschlagenen Ordnung:
    - ?Familie „Coccolithoviridae“ (mit der bisherigen Phycodnaviridae-Gattung Coccolithovirus)
    - ?ohne Familienzuweisung: die bisherige Phycodnaviridae-Gattung Phaeovirus

- Klasse Mriyaviricetes[8][38]
  - Familie Yaraviridae
  - Familie „Gamadviridae“ (Vorschlag)

- Klasse Pokkesviricetes (die Klasse ist möglicherweise polyphyletisch)[29][30]
  - Ordnung Asfuvirales
    - Familie Asfarviridae mit Asfivirus (Erreger der Afrikanischen Schweinepest) und per Vorschlag „Faustovirus“, „Pacmanvirus“,[47] „Kaumoebavirus“, evtl. Dinodnavirus,[48]  etc.

  - Ordnung Chitovirales
    - Familie Poxviridae (Pockenviren)

In diese Systematik wurden die Kandidaten nach Schulz et al. (2018), Rolland et al. (2019) und Subramaniam (2020) eingetragen, soweit sie nicht zu den Imitervirales gehören.
Die Kandidaten Dinodnavirus und  „Urceolovirus“ sind vom ICTV nicht berücksichtigt, was dem Vorschlag von Koonin et al. vom April 2019 entspricht.
Das ICTV ist 2020 jedoch den Ergebnissen von Koonin, Yutin, Bäckström, Ettema et al. gefolgt, nachdem sich Riesenviren innerhalb der NCLDV mehrmals aus einfachen Vorstufen entwickelt haben:
Guglielmini et al. (2019) hatten alternativ die Einteilung in zwei Superkladen wie folgt vorgeschlagen:
- MAPI-Superklade (Zweig 2 von oben: Pimascovirales)
- PAM-Superklade (entspricht in etwa Zweig 1 und 3 [nur Asfuvirales])

Die Poxviridae (Pockenviren), Mamonoviridae (Medusaviren) und Yaraviridae sind in diesem Vorschlag unberücksichtigt.
Weitere frühere abweichende Vorschläge unterscheiden sich hauptsächlich in der Stellung der Asfarviridae (bzw. Asfuvirales) einerseits und Poxviridae (bzw. Chitovirales) andererseits, was mit der Frage zusammenhängt, ob Riesenviren innerhalb der NCLDV einmal oder zweimal entstanden sind.
- Schulz et al. (2018), Fig. 2,[39]
- Clara Rolland et al. (2019), Fig. 2[28]
- Disa Bäckström et al. (2019), Fig. 1 versus Fig. 6[19]

Weitere Stammbäume basierend auf Neighbor-joining und auf Maximum likelihood findet man u. a. in den folgenden Arbeiten:
- William H. Wilson et al. (2017), Fig. 2[49]
- Claire Bertelli et al. (2017), Fig. 4[36]
- Disa Bäckström (2018), Fig. 2[50]
- Disa Bäckström et al. (2019), Fig. 1 und 6[19]
- Sailen Barik (2018), Fig. 1[32]

### Forschungsgeschichte und bestehende Vorschläge
Trotz ihrer Diversität bilden die Nucleocytoviricota (NCLDV) wie mehrfach bestätigt eine Verwandtschaftsgruppe (Taxon), wobei die Riesenviren von (verschiedenen) Gruppen kleinerer NCLDV abzustammen scheinen, statt umgekehrt.
- „Irido-Ascoviridae“: Mehrere Studien unterstützen seit dem Jahr 2000 die Annahme, dass die Ascoviridae sich aus den Iridoviridae entwickelt haben,[52][53][54][55] es könnte aber auch umgekehrt sein.[56][57] Weiter wird vermutet, dass sich aus den Ascoviridae die Gattung Ichnovirus (Familie Polydnaviridae) entwickelt hat.[54]

- Dinodnavirus: Untersuchungen des Genoms von Heterocapsa circularisquama DNA virus 01 (Gattung Dinodnavirus) haben 2009 gezeigt, dass diese ursprünglich in die Familie Phycodnaviridae gestellte Gattung eher zur Familie der Asfarviridae gehört.[48]

- „Urceolovirus“: Eine weitere Spezies von DNA-Riesenviren, „Urceolovirus corneum“ („KLaHel“), erstmals berichtet 2015, könnte Mitglied der NCLDV sein.[58][59][60][61]

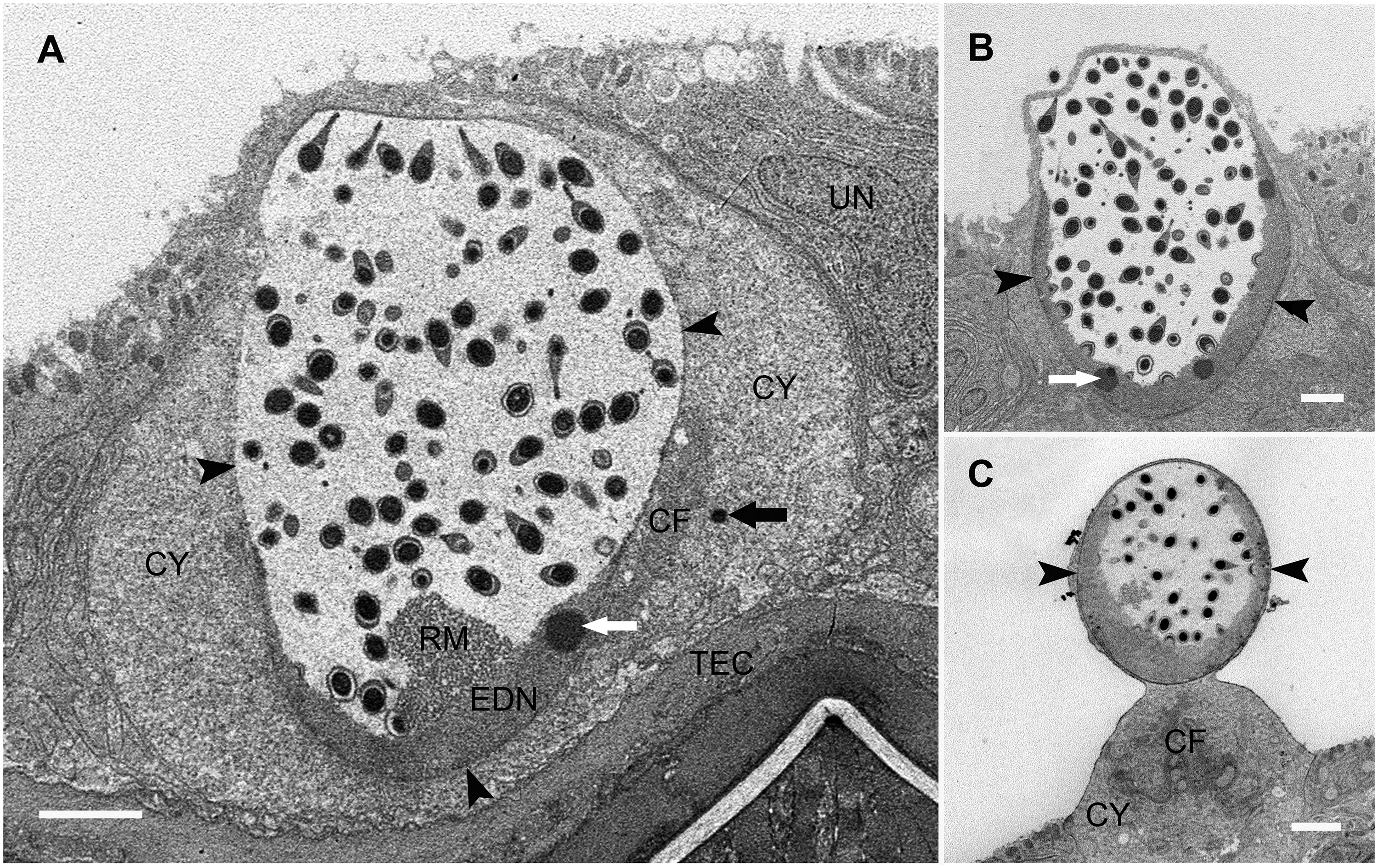
Hypertrophierte Zellkerne in epidermalen Zellen von Adhesisagitta hispida, mit „Meelsvirus“ infiziert.

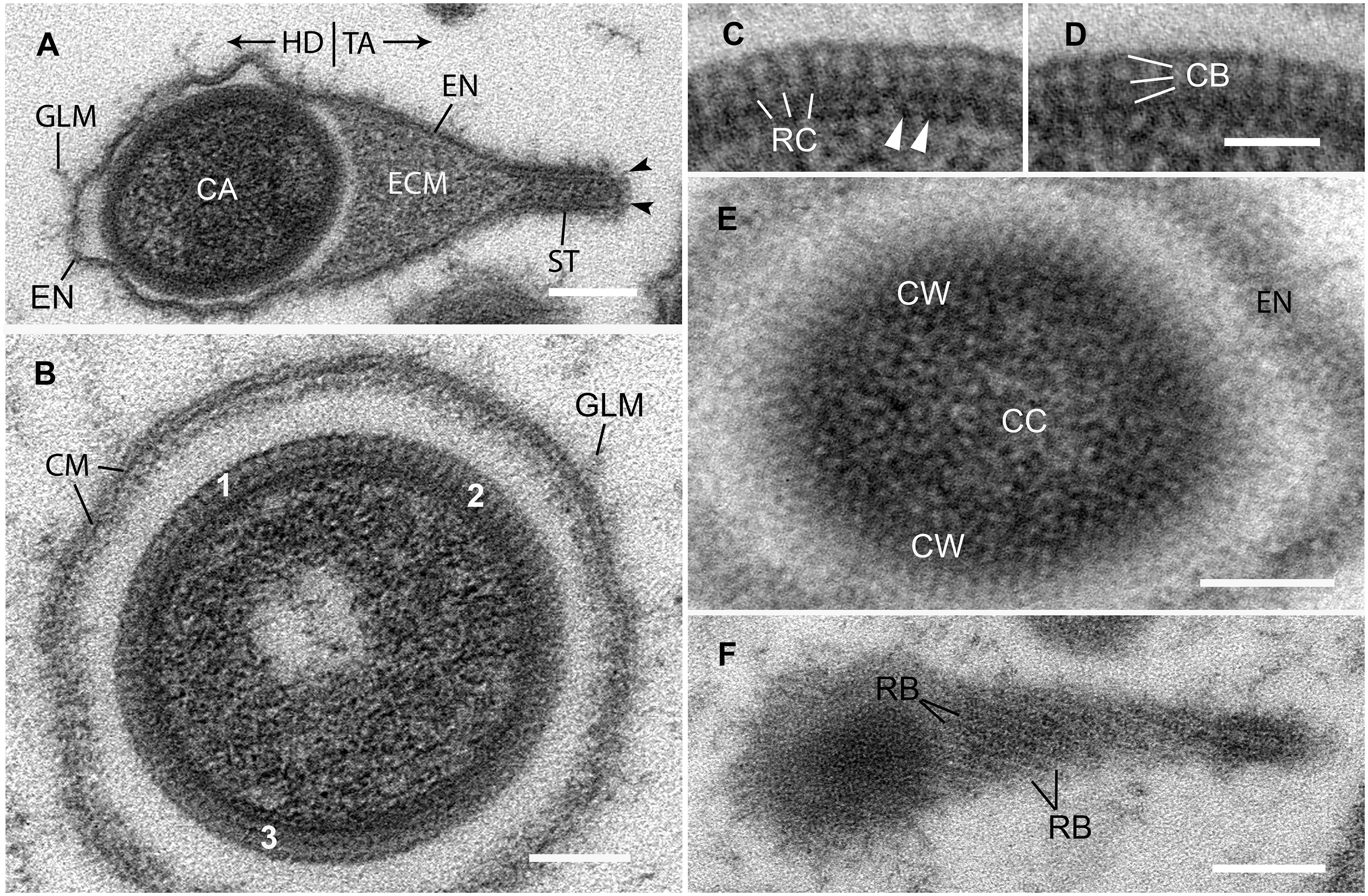
Details der Struktur von Virionen der „Meelsvirus“.

- „Meelsvirus“: Im September 2018 fanden Shinn und Bullard bei der nochmaligen Analyse von elektronenmikroskopischen Aufnahmen aus den 1980er Jahren ein Riesenvirus („Meelsvirus“), das den Pfeilwurm Adhesisagitta hispida infiziert, im Zellkern repliziert und dessen Virionen bei einer Länge von 1.25 μm umhüllt sind. Wegen fehlender Genomdaten ist eine bessere Einordnung bislang nicht möglich.[62][63]

- „Klothoviridae“: Ebenfalls 2019 schlugen Roxane-Marie Barthélémy et al. eine Familie „Klothoviridae“ mit Typusspezies „Klothovirus casanovai“ und einer weiteren Spezies „Megaklothovirus horridgei“ vor, die mit 2,5–3,1 μm und 4 μm einen neuen Größenrekord darstellen würden. Als Wirte dienen wie bei „Meelsvirus“ Pfeilwürmer. Ähnlich wie bei den Arenaviridae fanden sich Ribosomen in den Viruspartikeln. Da derzeit noch keine Genomdaten vorliegen ist eine genauere Einordnung der Familie noch nicht möglich.[63]

- Waldbodenviren: Im November 2018 berichteten Frederik Schulz und Kollegen über die Entdeckung von 16 neuen Riesenviren per Metagenomanalyse von Waldbodenproben, die sich nur teilweise bekannten Gruppen zuordnen zu lassen scheinen. Für diese wurden vorläufige Namen vergeben, die meist auf ihre Herkunft hinweisen, unter anderem „Faunusvirus sp.“ (nicht zu verwechseln mit der offiziellen Gattung Faunusvirus der Familie Chaseviridae), „Gaeavirus“, „Homavirus“, „Barrevirus“, ‚Edafosvirus‘, „Hyperionvirus“, „Harvfovirus“, „Terrestrivirus“, „Dasosvirus“, „Satyrvirus“ (alle Mimiviridae), sowie „Sylvanvirus“,[64] „Solivirus“[65]  und „Solumvirus“.[66] (möglicherweise nur die „Spitze eines Eisbergs“).[39][67]

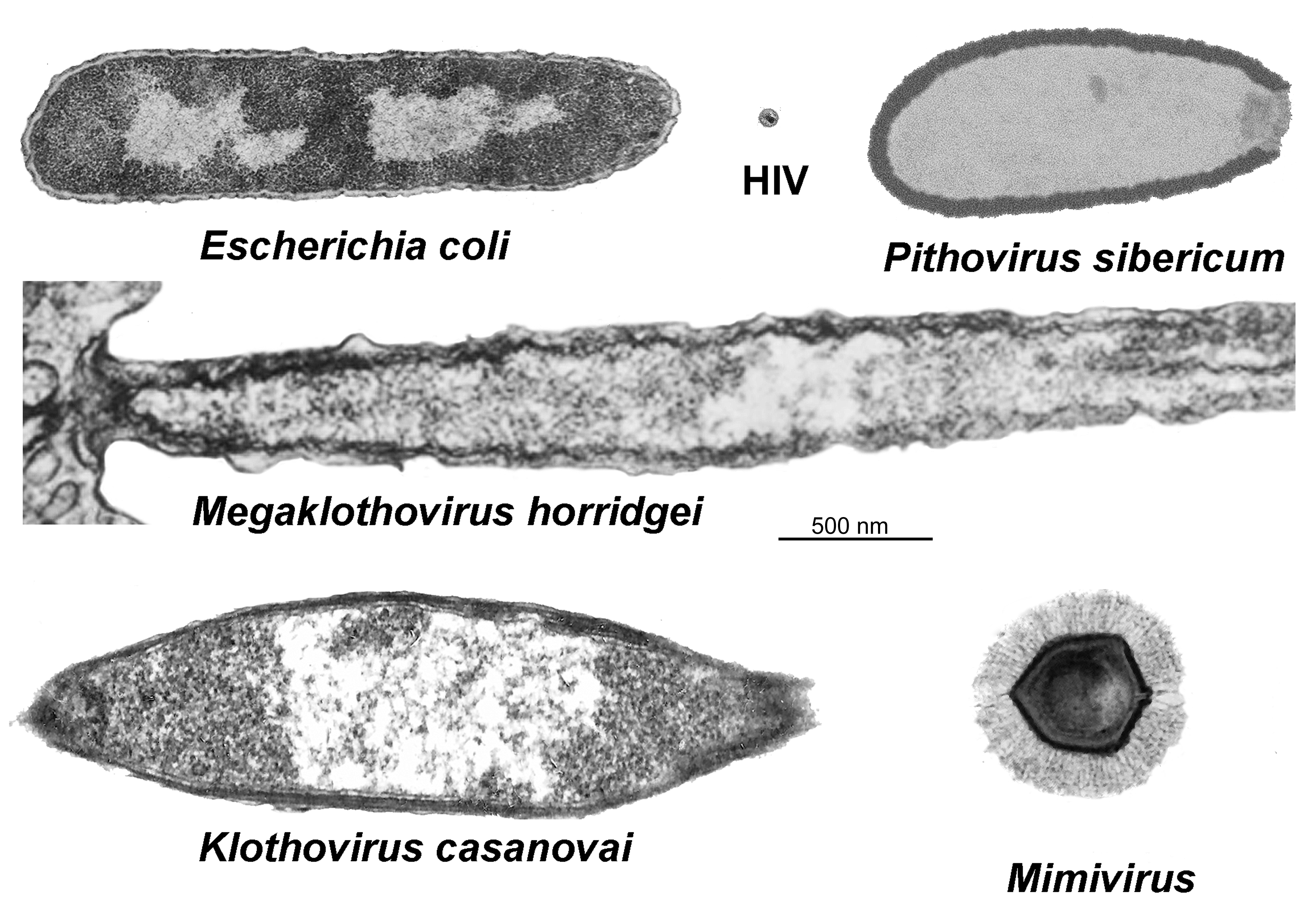
Größenvergleich einiger Riesenviren mit HIV und einem Bakterium (E. Coli)

- Im März/April 2019 berichteten Clara Rolland et al. in einer Zusammenfassung von Forschungsergebnissen über Riesenviren erstmals über weitere Kandidaten:[28] Fadolivirus, Yasminevirus[68] (beide im April 2023 vom ICTV bestätigt als Klosneuvirinae[40]), „Clandestinovirus“ (Mamonoviridae?),  „Sissivirus“, „Usurpativirus“,  und „Misannotatedvirus“ (informell auch „misidentified virus“);[37] einem „mine drainage virus“;[37] sowie dem Virophagen Sissivirophage.

- „Choanovirus“: Im September 2019 berichteten David M. Needhal, Alexandra Z. Worden et al. über zwei Spezies (1 und 2) einer weiteren neuen Gattung „Choanovirus“ der erweiterten Mimiviren (jetzt Imitervirales). Der nächste Verwandte könnte das Aureococcus anophagefferens virus (AaV, Kratosvirus quantuckense[40][69]) sein.[70][71]

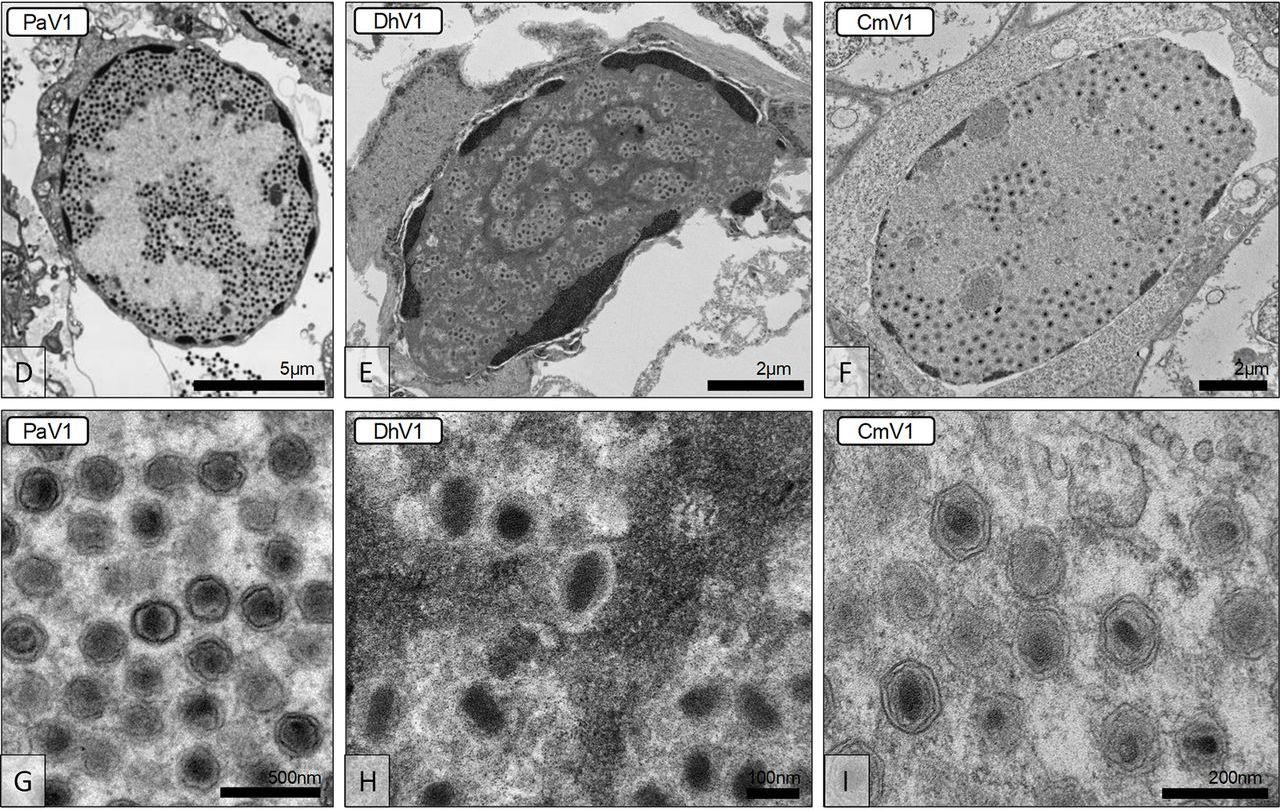
TEM-Aufnahmen von Virionen in der Karibik-Languste (Panulirus argus: PaV1), dem Kleinen Höckerflohkrebs (Dikerogammarus haemobaphes: DhV1) und der Gemeinen Strandkrabbe (Carcinus maenas: CmV1).
(D–F) Die Aufnahmen zeigen vergrößerte Zellkerne mit sich entwickelnden Viroplasmen.
(G–I) Die Morphologien der drei Viren umfassen einen Genom-Kern, umgeben von einem ikosaedrischen Nukleokapsid.

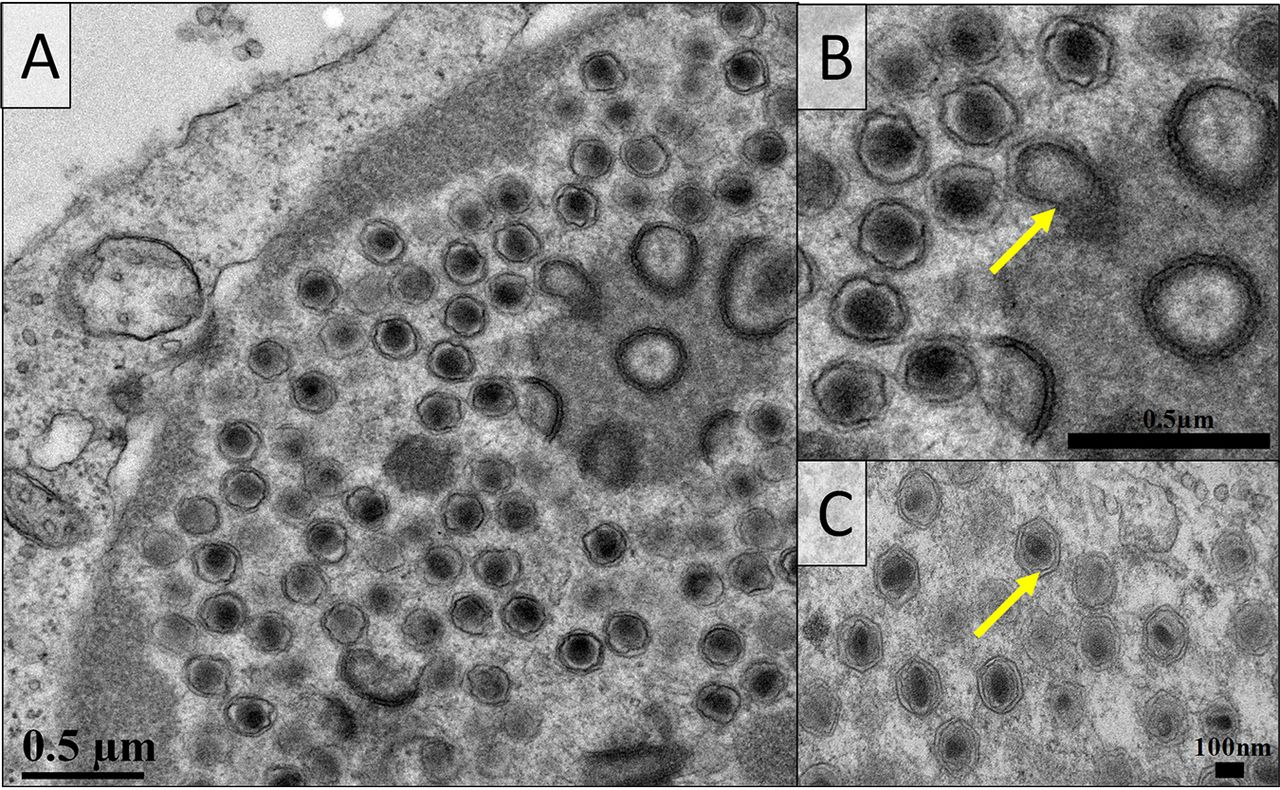
TEM-Aufnahmen von PaV1 (A,B) und CmV1 (C).

- „Mininucleoviridae“: Im Januar 2020 wurde von Subramaniam et al. eine weitere Familie „Mininucleoviridae“ von Riesenviren der NCLDV vorgeschlagen, deren Mitglieder Krebstiere (Crustacea) parasitieren. Zu den Mitgliedern dieser Familie gehören nach Vorschlag „Carcinus maenas virus 1“ (CmV1), „Dikerogammarus haemobaphes virus 1“ (DhV1) und „Panulirus argus virus 1“ (PaV1). Die Familie gehört offenbar zum Pitho-Irido-Marseille-Zweig der NCLDV (jetzt Ordnung Pimascovirales).[27][73]

- Im Oktober 2020 wurde eine Metagenomanalyse veröffentlicht, die zeigte, dass die Korallenbleiche bei Mo'orea, Franz. Polynesien, im Zusammenhang mit Viren steht. Obwohl eine eindeutige Zuordnung des rekonstruierten „assembled coral giant virus“ zu einem bestimmten Vertreter der NCLDV nicht möglich war, steht eine Zugehörigkeit zu dieser Gruppe außer Frage. Weitere Untersuchungen sind nötig.[74]

### Äußere Systematik
Die Organisation des Genoms und der DNA-Replikationsmechanismus legen eine phylogenetische Beziehung nahe zwischen den Rudiviren (Ordnung Ligamenvirales: Rudiviridae) und großen eukaryalen DNA-Viren (NCLDVs) wie dem  Afrikanische Schweinepestvirus (African swine fever virus, Asfarviridae), Chloroviren (Chlorella virus, Phycodnaviridae) und Pockenviren (Orthopoxvirus, Poxviridae).
Koonin et al. (2015, 2019) vermuten den Ursprung der NCLDV in den Tectiviridae, ikosaedrischen schwanzlosen ssDNA-Bakteriophagen, nach ICTV ebenfalls im Reich Bamfordvirae – im Unterschied zu den Herpesvirales (Herpesviren), bei denen der Ursprung bei den geschwänzten Caudovirales vermutet wird. Die Entwicklung verlief nach diesem Vorschlag über oder vermittels von Polintoviren (Polintons, auch Mavericks genannt: große DNA-Transposons, die virale Proteine kodieren, aber auch häufig in eukaryotischen Genomen vorkommen). Auch die Entwicklung von Adenoviren (Adenoviridae) und Bidnaviren (Bidnaviridae) sowie von Virophagen (d. h. der Klasse Virophaviricetes alias Maveriviricetes) wurde, so die Vermutung, durch die Polintons initiiert. Die im März 2020 (inkl. späterer Änderungen mit Stand März 2025) vom ICTV getroffenen taxonomischen Einordnungen tragen dem Rechnung: sie ordnen
- die Herpesvirales und Caudovirales dem Reich Heunggongvirae im Bereich Duplodnaviria zu;
- die Tectiviridae (Klasse Tectiliviricetes), Adenoviridae (Klasse Pharingeaviricetes) und Virophagen (Klasse Maveriviricetes) dem Phylum Preplasmiviricota, einem Schwesterphylum der NCLDVs im Bereich Varidnaviria zu;
- die Yaraviridae mit der Gattung Yaravirus[76] der Nucleocytoviricota-Klasse Mriyaviricetes;
- lediglich die Bidnaviridae wurden per Vorschlag – ihrem Namen zum Trotz – dem Bereich Monodnaviria zugeordnet.[2]